# Guillermo Castro (labdarúgó)
Guillermo Antonio Castro Orellana (San Salvador, 1940. június 25. – ) salvadori válogatott labdarúgó, edző.

## Pályafutása

### Klubcsapatban
Pályafutása során számos salvadori csapatban megfordult, de a leghosszabb időt az Atlético Marte csapatában töltötte.

### A válogatottban
A salvadori válogatott tagjaként részt vett az 1968. évi nyári olimpiai játékokon és az 1970-es világbajnokságon, ahol mindhárom csoportmérkőzésen pályára lépett.

### Edzőként
1978 és 1980 között az Independiente Nacional, 1981 és 1982 között pedig az AD Chalatenango vezetőedzője volt. 1992-ben az Atlético Marte csapatát irányította.

## Sikerei, díjai
Atlético Marte
- Salvadori bajnok (2): 1968–69, 1970